# Aspidoglossum demissum
Aspidoglossum demissum är en oleanderväxtart som beskrevs av F.K. Kupicha. Aspidoglossum demissum ingår i släktet Aspidoglossum och familjen oleanderväxter. Inga underarter finns listade i Catalogue of Life.